# 石垣市役所
石垣市役所（いしがきしやくしょ）は、沖縄県石垣市の執行機関としての事務を行う施設（役所）である。

## 沿革

### 現石垣市の成立まで
現在の石垣市域を含む八重山列島には、1908年（明治41年）に八重山村が成立し、役場は石垣島（字石垣）に置かれた。しかし、村域が広大で交通が不便であったこと等から、1914年（大正3年）4月1日に4つに分村。現在の石垣市域には、西部に石垣村、東部に大浜村がそれぞれ成立した。
その後、石垣村は1926年（大正15年）12月1日の町制施行を経て、1947年（昭和22年）7月10日に市制施行して石垣市となった。一方、大浜村は1947年（昭和22年）9月1日に町制施行して大浜町となった。昭和30年代に入ると、石垣市では1959年（昭和34年）11月16日に新庁舎に移転。大浜町でも1962年（昭和37年）5月20日に新庁舎が落成した。
1964年（昭和39年）6月1日に、石垣市が大浜町を編入合併し、現在の石垣市が成立した。

### 美崎町での庁舎建設

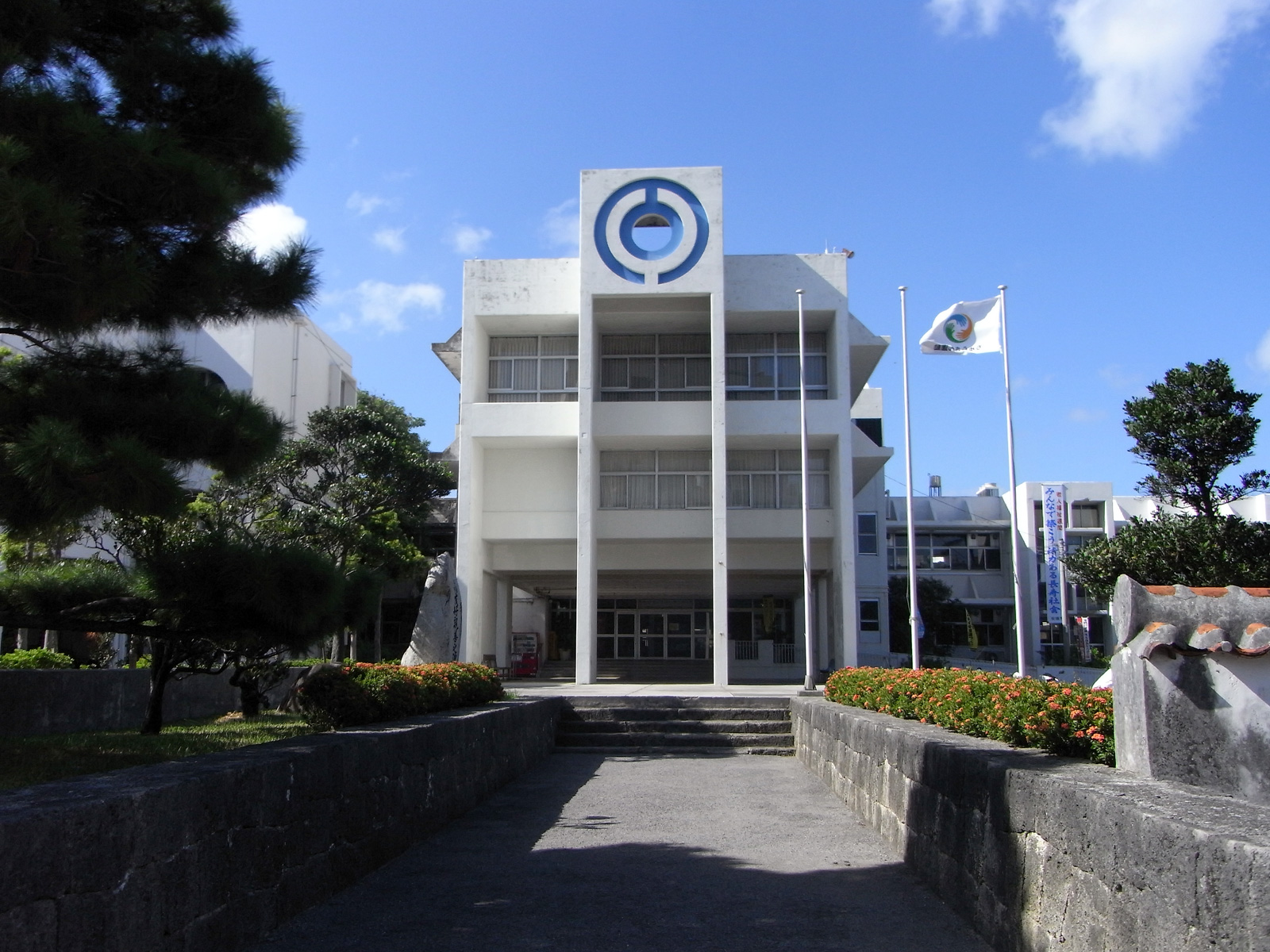
旧本庁舎（美崎町）

合併後の石垣市は、1966年（昭和41年）11月22日から市庁舎建設委員会を開催して市庁舎の建設を検討。1968年（昭和43年）6月29日に、石垣市議会は新庁舎の建設地を当時埋め立てから間もなかった美崎町に決定した。新市庁舎は1970年（昭和45年）に完成し、6月25日から移転が行われ、11月3日には新庁舎落成祝賀会が開催された。1981年（昭和56年）6月には北側部分、1988年（昭和63年）5月27日には南側部分の増築がそれぞれ完成している。

### 旧石垣空港跡地への移転
その後、新石垣空港（2013年3月7日開港）の建設に伴い、石垣市は移転後の旧石垣空港の跡地利用を検討。2009年（平成21年）3月の検討委員会による案では市庁舎の移転が盛り込まれていたが、2012年（平成24年）3月までに策定された跡地利用基本計画では、跡地を4つのゾーンに分けて、そのうちひとつを県立八重山病院、石垣市消防本部等からなる市民サービスゾーンとすることとされたものの、市街地の空洞化を招くとして市庁舎の移転は除外された。
一方、美崎町の本庁舎は建設から40年以上が経って老朽化が進むとともに、狭隘で、バリアフリーへの対応も困難であった。このため、石垣市では、2013年（平成25年）7月10日に学識経験者や関係団体等で構成する「石垣市新庁舎建設基本構想策定委員会」を設置して、新庁舎建設についての検討を開始した。同委員会では、建設地について、利便性や市街地活性化の観点から現在地での建て替えを推す意見と、防災や国の補助の観点から高台にある空港跡地への移転を推す意見とに分かれ、全会一致での選定を目指していたものの、最終的には投票により1票差で現在地での建て替えに決定。2015年（平成27年）12月に、市長に答申した。しかし、同年12月11日の石垣市議会で建設位置を問う住民投票条例が可決。2016年（平成28年）2月7日に実施された住民投票では、現在地での建て替えが18％（2,655票）であったのに対して、移転が81%（11,895票）と大勢を占め、市庁舎を空港跡に移転することが同月中に正式に決定された。
新庁舎の設計は庁舎設計プロポーザルで審査。2016年7月14日に最優秀者に選定された隈研吾建築都市設計事務所が、地元の洲鎌設計室と共同企業体（JV）を結成して担当した。12万枚の赤瓦を使用した50を超える屋根が特徴である。
新庁舎は2021年（令和3年）11月12日に完成、11月15日に業務が開始された。当初は2020年（令和2年）夏頃の開庁が予定されたが、入札の不調、設計変更、新型コロナウイルス感染症流行の影響で完成が遅れた。完成後の新庁舎は後に2022年度グッドデザイン賞を受賞している。

### 新庁舎建設にかかる問題
設計変更や工期延長等により新庁舎建設の事業費は約108億円に膨らみ、石垣市議会は地方自治法に基づく百条委員会を設置して建設工事の契約の経緯を調査することとなった。
また、新庁舎の屋根に使われた疑似しっくい模様の赤瓦は、石垣島にも作業所を有する茨城県の業者が2016年（平成28年）に開発し、2017年（平成29年）6月には新庁舎の隣接地で耐久性試験も行っていたが、施工にあたっては愛知県の業者の製品が採用された。このため、茨城県の業者は自社製品が模倣されたとして不正競争防止法に基づく差止めの仮処分を東京地方裁判所に申し立て、2020年（令和2年）11月6日から2021年（令和3年）3月30日まで譲渡禁止等の仮処分が決定された。また、2021年（令和3年）11月には茨城県の業者が愛知県の業者に対する訴訟を提起している。
さらに、新庁舎の仕様書では赤瓦は沖縄県内産のものを使用することとされていたが、実際には愛知県産の赤瓦が使用された。共同企業体の代表である大成建設は2019年12月に石垣市から承認を得たとした一方、石垣市契約管財課は2020年9月に提出された施工契約書で愛知県産の使用を把握したが、施工間際だったため市長には報告せずそのまま承認したとし、両者の説明は食い違った。この問題について百条委員会は2022年（令和4年）6月20日に最終報告を行い、業者と市には認識に相違があり、市の前任・後任者間での引き継ぎが十分でなかったとしつつ、違法性を認めるには至らなかったと結論した。

### 跡地利用
旧庁舎は2022年度（令和4年度）中に取り壊される予定。跡地には商業施設を誘致する計画で、2021年12月に事業提案書を受け付け、翌年3月に事業者を決定して、商業施設の開業は2025年（令和7年）4月を見込んでいた。しかし事業提案を受け付けた結果、期待する水準に達していないと判断されて、再公募を行うこととなり、まず、公募の条件を再検討するためにサウンディング型市場調査が実施されることとなった。